# Plectropomus areolatus
Plectropomus areolatus är en fiskart som först beskrevs av Rüppell, 1830.  Plectropomus areolatus ingår i släktet Plectropomus och familjen havsabborrfiskar. IUCN kategoriserar arten globalt som sårbar. Inga underarter finns listade i Catalogue of Life.